# Gulnara Mehmandarova
Gulnara Mehmandarova (azéri : Gülnarə Mehmandarova, née en 1959) est une architecte, historienne de l'art et membre correspondante de l'Académie Internationale de l'Architecture des Pays Orientaux. Gulnara Kamal Mehmandarova est docteure en théorie et histoire de l'architecture et restauration de monuments. Elle est l'autrice de plus de 70 publications scientifiques,.

## Sites ajoutés au patrimoine mondial de l'UNESCO
Mehmandarova prépare la documentation pour l'inclusion de monuments d'architectures pour la liste des sites du patrimoine mondial de l'UNESCO. Ils deviennent les premiers lieux d'Azerbaïdjan à être inscrits au patrimoine mondial. Ils incluent :

### Icheri sheher
La vieille ville de Bakou (Azerbaïdjan) avec son Palais des Chirvanchahs et sa Tour de la Vierge intègrent le patrimoine mondial de l'UNESCO en 2000 :
- Vieille ville de Bakou
- Palais des Chirvanchahs
- Tour de la Vierge

La documentation pour ces sites est créée et envoyée par Gulnara Mehmandarova,,.

### Temple du feuAteshgah
- Le temple "Ateshgah" à Surakhany (Azerbaïdjan) est ajouté au patrimoine mondial de l'UNESCO en 1998.

### Mausolées de Nakhichevan
Les mausolées suivants de Nakhichevan sont inscrits au patrimoine mondial de l'UNESCO en 1998 :
- Mausolée du fils de Yusif Kuseyir
- Mausolée de Momine Khatun
- Mausolée de Gulustan
- Mausolée de Karabaglar

### Palais des Khans de Chaki
Le Palais des Khans de Chaki (Shaki) rejoint le patrimoine mondial de l'UNESCO en 2001.

## Adhésions aux Unions d'Architectes
- Association nationale des architectes norvégiens
- Société pour la préservation des monuments anciens de la Norvège
- Académie internationale d'architecture des pays orientaux
- Union des architectes d'Azerbaïdjan
- Union des architectes de l'URSS - Union soviétique